# The Miracle Baby
The Miracle Baby é um filme dos Estados Unidos de 1923, do gênero faroeste, dirigido por Val Paul e estrelado por Harry Carey.

## Elenco
- Harry Carey ... Neil Allison
- Margaret Landis ... Judy Stanton
- Charles J.L. Mayne ... 'Hopeful' Mason
- Edward Hearn[3] ... Hal Norton
- Hedda Nova ... Violet
- Edmund Cobb ... Jim Starke
- Alfred Allen ... Dr. Amos Stanton
- Bert Sprotte ... Sam Brodford